# Crinum moorei

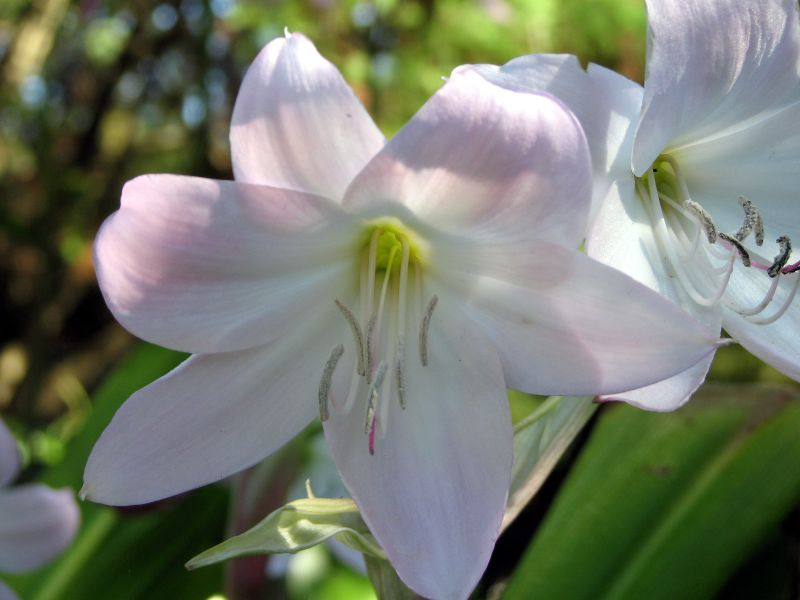
Vista da flor.

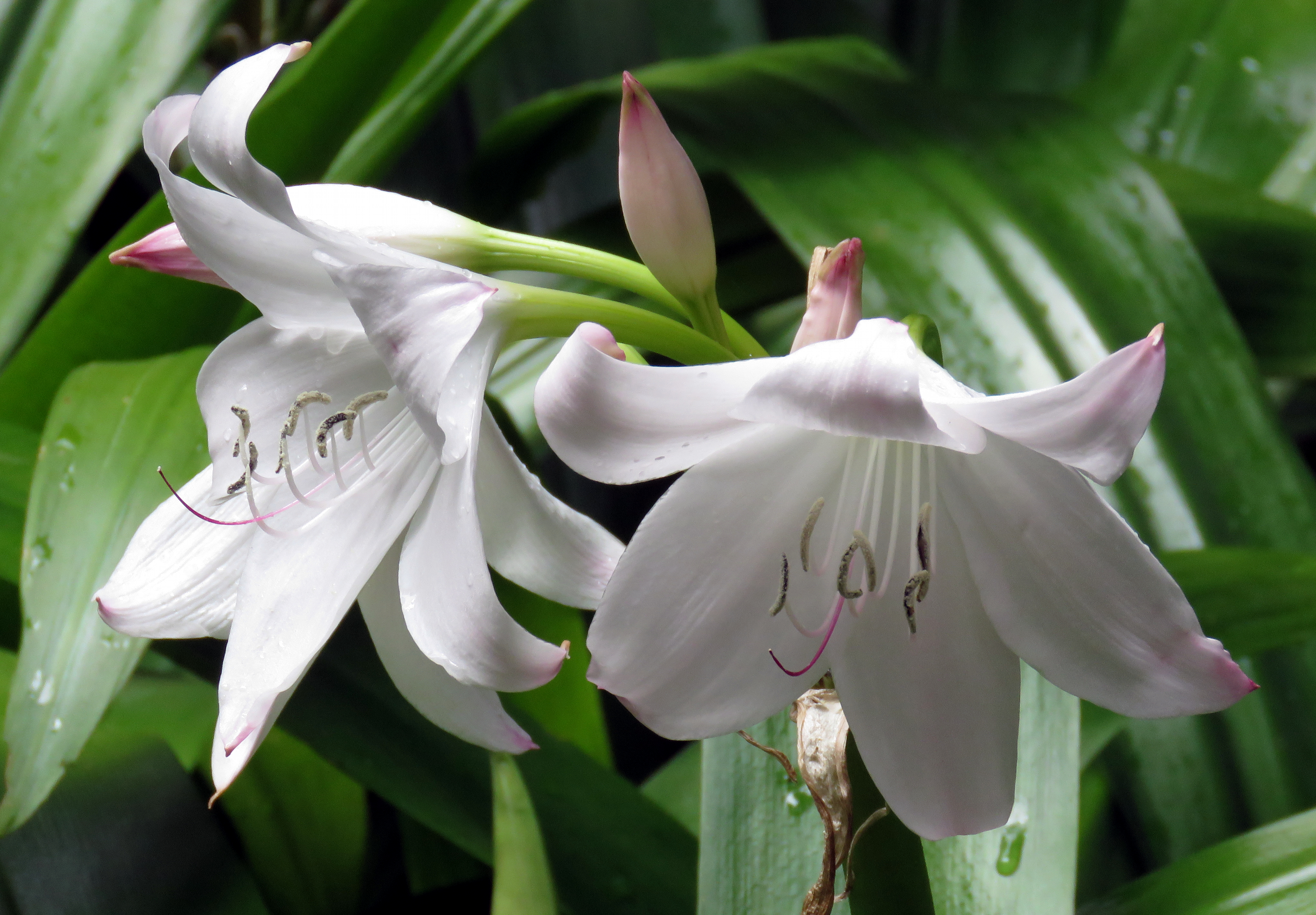
Flores de Crinum moorei (Jardim Botânico de Kirstenbosch, África do Sul).

Crinum moorei é uma espécie de planta herbácea pertencente ao género Crinum da família Amaryllidaceae. A espécie é originária da África do Sul (Cape Provinces e KwaZulu-Natal).

## Descrição
A espécie Crinum moorei é uma planta herbácea com um bolbo ovoide de 7 a 10 cm de diâmetro, com um colo curto. A espécie é um geófito perene,
A planta adulta produz uma dezena de folhas, em roseta, que diminuem gradualmente de largura em direcção ao ápice. As folhas são glaucas, de textura mais firme que em Crinum zeylanicum, sub-erectas na parte inferior. As folhas exteriores alcançam um comprimento de até 90 cm e uma largura de até 7 cm. As folhas são claramente escabrosas nas margens.
A inflorescência apresenta 6- 12 flores (ou mais, nalguns casos), com pedúnculo, formando uma umbela

## Sistemática
Crinum moorei foi descrita pelo botânico e explorador inglês Joseph Dalton Hooker que a publicou em Botanical Magazine t. 6113, no ano de 1874.
A etimologia do nome genérico Crinum deriva do grego: krinon = "um lírio". O epíteto específico moorei é uma homenagem ao botânico britânico David Moore (1808–1879).
A espécie apresenta uma rica sinonímia, a qual inclui:
- Amaryllis moorei (Hook.f.) Stapf
- Crinum colensoi Baker
- Crinum imbricatum Baker
- Crinum mackenii Baker
- Crinum makoyanum Carrière
- Crinum natalense Baker
- Crinum schmidtii Regel[6][7]

## Híbridos
- Crinum × powellii Baker
- Crinum × worsleyi W.Watson, nom. inval.